# Гран-при Беренса
Гран-при Беренса (нидерл. Grote Prijs Beerens) — шоссейная однодневная велогонка, проходящая по территории Бельгии с 2020 года.

## История
С 2017 по 2019 год проводилась мужская гонка Гран-при Беренса — Мемориал Станни Верлоя имевшая региональный уровень.
В 2020 году мужская гонка была заменена на женскую, при это сохранив свою нумерацию. Новая гонка сразу вошла в Женский мировой шоссейный календарь UCI и календарь женский Кубок Бельгии. Но её дебютное издание в 2020 году было отменено из-за пандемии COVID-19.
В итоге впервые женская гонка была проведена только в 2021 году и имевшая пятый порядковый номер.
Маршрут гонки проходит во Фламандском регионе. Сама трасса представляет один повторяющийся круг или несколько разных кругов в окрестностях Артселара, где располагается старт и финиш, включающий брусчатый участок и подъём De Schorre (0,3 км  градиентом 4%). Общая протяжённость дистанции составляет от 130 до 140 км.

## Призёры
| Год  | Победитель            | Второй               | Третий        |          |
| ---- | --------------------- | -------------------- | ------------- | -------- |
| 2021 | Талита Де Йонг        | Кристина Швайнбергер | Клэр Фабер    |          |
| 2022 | Марьолейн ван'т Гелуф | Джесси Ванденбалке   | Марит Ванхове |          |
| 2023 | Кьяра Консонни        | Мартина Фиданца      | Софи Ван Ройн |          |
| 2024 | Софи Ван Ройн         | Anna van Wersch      | Виктуар Берто |          |
| 2025 | отменено              | отменено             | отменено      | отменено |